# Anticonvulsivante

Formula di struttura della carbamazepina

Un anticonvulsivante (o anticonvulsivo, antiepilettico) è un farmaco utilizzato allo scopo di sedare le convulsioni, soprattutto quelle causate da crisi epilettiche. Si tratta di un gruppo di farmaci molto eterogenei. Gli anticonvulsivanti sono stati sempre più utilizzati nel trattamento del disturbo bipolare, poiché molti sembrano agire come stabilizzatori dell'umore. Sono inoltre utilizzati per il trattamento del dolore neuropatico.
Anticonvulsivanti piuttosto noti sono la carbamazepina, l'acido valproico, il topiramato, la fenitoina e il clonazepam.

## Descrizione
Gli obiettivi principali dei farmaci anticonvulsivanti in commercio sono i canali del sodio voltaggio-dipendenti e i componenti del sistema GABA, inclusi i GABAA, il trasportatore del GABA GAT-1 e le transaminasi GABA. Altri obiettivi includono i canali del calcio voltaggio-dipendenti, SV2A e α2δ.
A oggi nessun farmaco anticonvulsivante ha dimostrato di impedire l'epilettogenesi (cioè lo sviluppo di epilessia dopo una lesione come un trauma cranico) in soggetti umani.
L'obiettivo di un anticonvulsivante è quello di sopprimere la depolarizzazione neuronale ripetitiva e di elevata frequenza che dà inizio a una crisi epilettica. Molti di questi farmaci raggiungono questo obiettivo modificando la conduttanza al K+, Na+, Ca2+ e interferendo così con i potenziali di membrana dei neuroni. Un altro obiettivo di un farmaco anticonvulsivante è quello di prevenire la diffusione della depolarizzazione neuronale all'interno del cervello e offrire protezione contro i possibili danni cerebrali causati dalle convulsioni.

### Farmaci per crisi epilettiche parziali
Le alterazioni sinaptiche che causano le crisi comiziali sono state dimostrate inducendo sperimentalmente le crisi meddinate l'iniezione intracerebrale di agonisti dei recettori GABA-A o agonisti del glutammato.
I farmaci attivi su questo tipo di crisi epilettiche appartengono a due categorie:
- Inibitori del canali del sodio: prolungano il periodo d'inattivazione dei canali del sodio e inibiscono quindi l'innesco di scariche ripetute ad alta frequenza;
- Potenziatoti della trasmissione GABAergica: la trasmissione GABAergica può essere potenziata da diversi farmaci con modalità diverse:
  - Benzodiazepine, barbiturici: modulatori allosterici positivi del recettore GABA-A;
  - Tiagabina: inibisce il reuptake del GABA;
  - Valproato e vigabatrina: inibiscono la GABA transaminasi mitocondriale, che trasforma il GABA nel suo metabolita inattivo.

### Farmaci per crisi generalizzate tipo assenze
Le assenze sono crisi comiziali dovute a scariche sincrone di ampie aree della corteccia, collegate tra loro per mezzo del corpo calloso. L'insorgenza della crisi è dovuta al talamo da cui partono le cosiddette onde lente a bassa frequenza, che vanno poi a stimolare le scariche sincrone della corteccia. Queste onde lente sono originate dalle correnti del calcio attraverso i canali VOCC di tipo T (a bassa soglia), quindi i farmaci anti-assenze, che sono fondamentalmente etosuccimide e acido valproico, agiscono probabilmente inibendo queste correnti del calcio.

## Terapia antiepilettica
La terapia antiepilettica è una terapia cronica, e come tale presenta i problemi di tossicità e gli effetti avversi in modo rilevante per uso prolungato. In realtà gli effetti tossici sono anche relativamente scarsi, ma secondo raccomandazione della FDA si riporta un'elevata percentuale di suicidi nei pazienti trattati con farmaci antiepilettici. Se questo dato sia legato alla terapia o invece allo stigma che accompagna la patologia è ancora da chiarire.
È pure di non facile valutazione l'efficacia della terapia dal momento che si vuole evitare l'insorgenza degli attacchi epilettici, quindi fintanto che non si verificano è impossibile affermare l'efficacia effettiva dei farmaci. Si cerca di lavorare in monoterapia per minimizzare gli effetti tossici, quindi se il farmaco è inefficace (ovvero gli attacchi si ripresentano) si preferisce cambiare farmaco piuttosto che aumentare la dose o aggiungerne un altro.
La prima scelta comunque da compiere è quella se trattare farmacologicamente il paziente o meno. Tale decisione si basa su vari elementi, come: l'occasionalità o meno delle crisi, la presenza o l'assenza di segni all'EEG, l'eventuale familiarità, la presenza di fattori predisponenti, ecc.
Infine se si decide di intraprendere la terapia solitamente si inizia con monoterapia con una bassa dose per raggiungere poi la concentrazione plasmatica adeguata.
In caso di ricadute prima di cambiare farmaco si possono verificare la presenza di fattori scatenanti rimovibili, per esempio apnee notturne o mancanza di sonno. Se gli attacchi persistono si riduce progressivamente il primo farmaco durante l'introduzione graduale del secondo. Se gli attacchi continuano a persistere si può procedere nel valutare una multiterapia.
La durata della terapia è solitamente di due anni; se in questo periodo non ci sono stati episodi si può procedere alla sospensione della terapia.

## Elenco di farmaci anticonvulsivanti

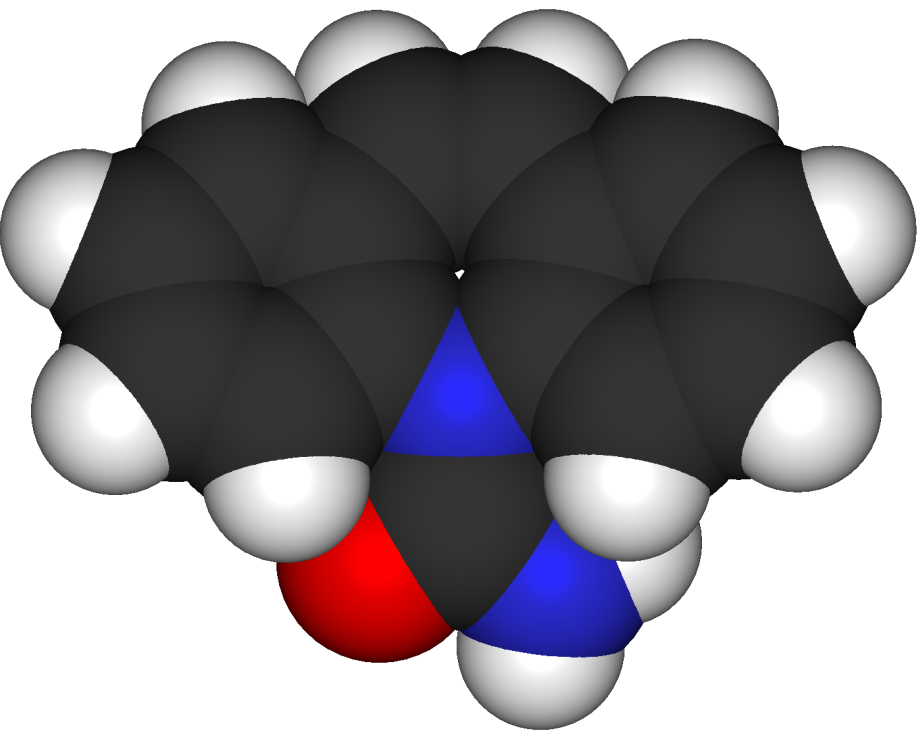
Carbamazepina

- Acido valproico
- Barbiturici
- Benzodiazepine
- Carbamazepina
- Carbammati
- Clobazam
- Clonazepam
- Etosuccimide
- Felbamato
- Fenitoina
- Fenobarbital
- Gabapentin
- Idantoina
- Lacosamide
- Lamotrigina
- Levetiracetam
- Losigamone
- Ossazolidindioni
- Oxcarbazepina
- Perampanel
- Pregabalin
- Primidone
- Rufinamide
- Stiripentolo
- Succinimmidi
- Tiagabina
- Topiramato
- Vigabatrin

### Idantoine
Le idantoine sono tra i capostipiti dei farmaci antiepilettici, il principale esponente della classe è la fenitoina/difenilidantoina. Questa è efficace in tutti i tipi d'epilessia parziale e tonico-clonica con l'esclusione delle assenze; la sua azione antiepilettica non induce depressione generale e agisce prolungando il periodo d'inattivazione dei canali del sodio. Viene adoperata in particolare in pazienti pediatrici.

### Iminostilbeni
Comprendono carbamazepina e oxcarbamazepina. Questa classe agisce sui canali del sodio, rallentandone il periodo di inattivazione e quindi inibendo le scariche ripetitive. La loro tossicità può essere correlata a intossicazione acuta da sovradosaggio (con stato soporoso, convulsioni e depressione respiratoria) oppure all'assunzione cronica (con vomito, nausea, vertigini, diplopia). Si usano per crisi generalizzate tonico-cloniche e crisi parziale.

### Etosuccimide
È il farmaco di prima scelta per il trattamento delle assenze, ma non per le crisi tonico-cloniche. Inibisce i canali VOCC di tipo T talamici. Ha scarsa tossicità, tranne su soggetti che presentano già problemi psichiatrici.

### Acido valproico
Viene usato in caso di crisi parziali, crisi generalizzate tonico-cloniche e anche assenze: è un antiepilettico ad ampio spettro, agendo su vari obiettivi molecolari, e pure uno dei meglio tollerati (gli effetti avversi possono essere disturbi gastro-intestinali transitori e alterazione delle transaminasi epatiche).

### Barbiturici anticonvulsivanti
Il prototipo di tale classe di farmaci è il fenobarbital, con il vantaggio d'essere poco costoso e poco tossico. Ha un'attività GABAergica, ma può indurre sedazione. L'uso clinico avviene in caso di crisi generalizzate tonico-cloniche e crisi parziale, non in caso di assenze.

### Benzodiazepine anticonvulsivanti
L'efficacia delle benzodiazepine nel trattamento dell'attacco acuto è ancora controversa, mentre più consolidato è il loro ruolo terapeutico in trattamento cronico. Si utilizza clonazepam, midazolam, diazepam e lorazepam. Possono causare sonnolenza e letargia.

## Utilizzo clinico
- Crisi parziali e tonico-cloniche secondariamente generalizzate:
  - carbamazepina, fenitoina, fenobarbital;
  - successo al 50%
- Assenze:
  - etosuccimide, e valproato
  - successo nel 50-75% dei pazienti;
- Crisi miotoniche:
  - acido valproico (utilizzato soprattutto per le crisi miocloniche giovanili);
- Convulsioni febbrili:
  - il 4% dei bambini ha convulsioni febbrili in iperpiressia, di questi il 30% è probabile che sviluppi convulsioni al successivo attacco febbrile, ma soltanto il 2% svilupperà epilessia;
  - I fattori di rischio sono: gravità, familiarità, altri disturbi neurologici compresenti;
  - Se il bambino è ad alto rischio si può usare il diazepam;
- Male epilettico (ovvero quando le crisi comiziali non cessano):
  - nel 20% dei casi avviene la morte;
  - si usano fenitoina, lorazepam, fenobarbital, soli o in associazione per via endovenosa;
  - spesso nei casi più gravi è necessaria l'assistenza ventilatoria.

## Autorizzazione alla immissione in commercio
Il metodo usuale di ottenere l'autorizzazione alla immissione in commercio di un farmaco è di mostrare che è efficace se confrontato con un placebo, o che sia più efficace di un altro farmaco già esistente.
Quasi tutti i nuovi farmaci antiepilettici sono inizialmente autorizzati come terapia aggiuntiva a un'altra già in atto. I pazienti la cui epilessia è attualmente non ben controllata dai loro farmaci (ad esempio, è refrattaria al trattamento) sono selezionati per vedere se l'integrazione del vecchio trattamento con il nuovo farmaco porta a un miglioramento nel controllo delle crisi. Qualsiasi riduzione della frequenza delle crisi epilettiche è confrontato con un placebo.
Molti dei nuovi farmaci anticonvulsivanti hanno mostrato una equivalenza di efficacia con trattamenti già esistenti, ma non sempre una reale superiorità. Ciò nonostante la FDA, l'American Academy of Neurology e la Epilepsy Society raccomandano comunque una serie di questi nuovi farmaci in monoterapia iniziale.

## Controindicazioni
Spesso le controindicazioni di farmaci anticonvulsivanti sono piuttosto ricche; infatti essi agiscono su un sistema piuttosto delicato. 
Si possono manifestare in alcuni soggetti delle reazioni cutanee, determinate da meccanismi enzimatici differenti.
Secondo alcuni studi l'uso di anticonvulsivanti sarebbe legato a un QI più basso nei bambini. Tuttavia questo effetto negativo sembra essere ampiamente compensato dal rischio per i bambini rappresentato da attacchi epilettiformi decisamente gravi, compreso il rischio di morte e la non trascurabile e devastante sequela neurologica secondaria alle crisi epilettiche.